# 寧戚魯褒介
寧戚魯褒介（学名：Lubocytherella nenichii）为尾花介科魯褒介屬下的一个种。